# Rejon nowoajdarski
Rejon nowoajdarski – jednostka administracyjna w składzie obwodu ługańskiego Ukrainy.
Powstał w 1923. Ma powierzchnię 1530 km² i liczy około 29 tysięcy mieszkańców. Siedzibą władz rejonu jest Nowoajdar.
W skład rejonu wchodzą 1 osiedlowa rada oraz 14 silskich rad, obejmujących w sumie 37 wsi.